# رقاقة في

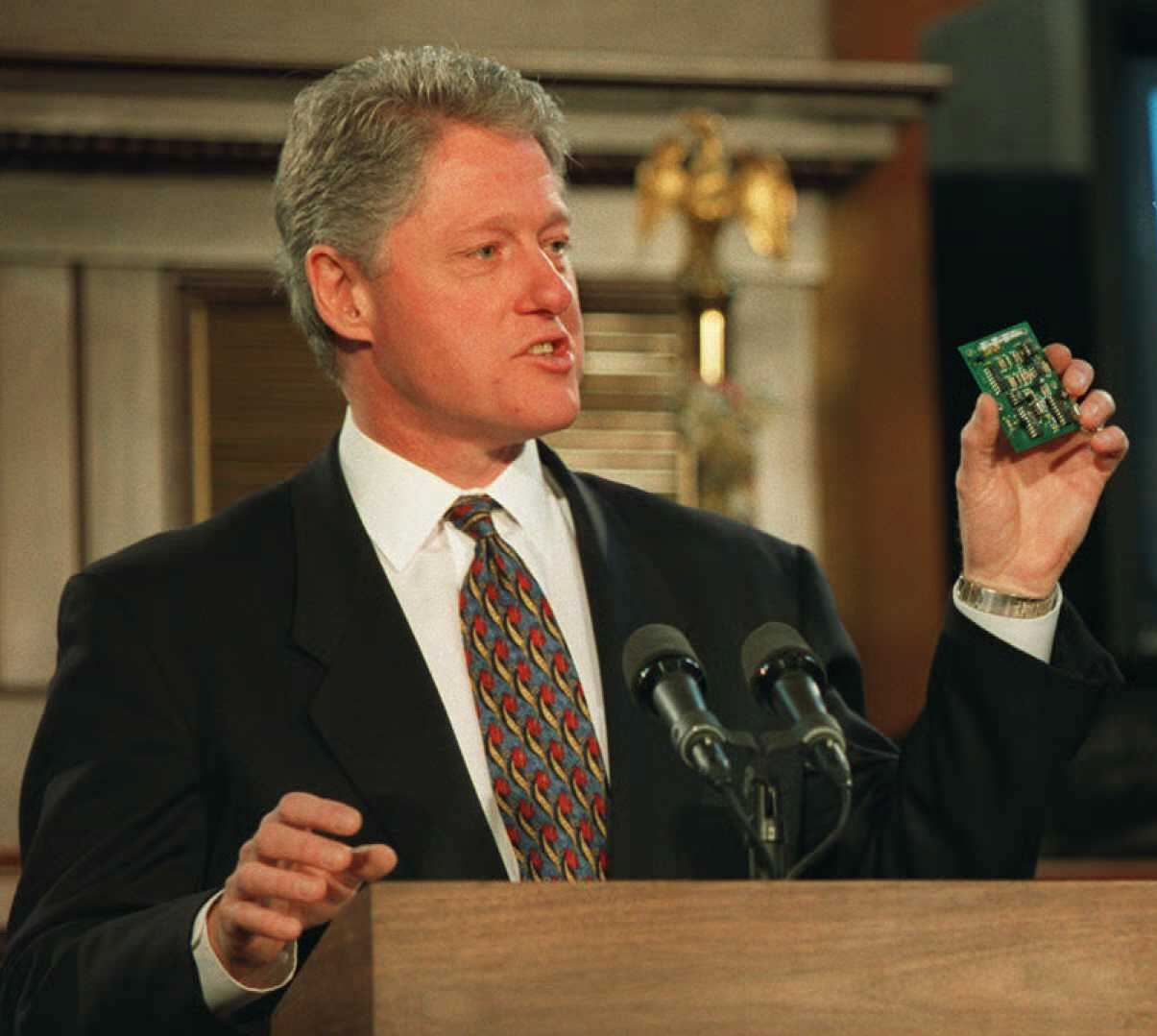

رقاقة في هي تقنية مستخدمة في عدة أجهزة استقبال التلفاز في كندا والبرازيل والولايات المتحدة والتي تسمح بحظر البرامج بناءً على فئتها التصنيفية. الغرض منها استخدامها من قبل الأهل للتحكم بما يشاهده أطفالهم على التلفاز. تطلب تصنيع أجهزة التلفاز للسوق في الولايات المتحدة الأمريكية احتواءها على رقاقة في منذ عام 2000. مُنحت براءة اختراع لفكرة حظر البرامج بهذه الطريقة لبريت ويست وجون بي غاردنر عام 1994. واختُبرت وجُرّبت في كندا. وأنتجت الكثير من التقنيات التي تحوي تقنية «رقاقة في» منذ ذلك الحين.
تعمل رقاقة في بنفس آلية الشريط الإخباري تماماً وتستخدم فاصل الطمس العمودي في إشارة التلفاز. يتلقى النظام رمزاً خاصاً في إشارة البث يشير إلى درجة تقييم العرض وفقاً لنظام تصنيف عددي بسيط للعنف والجنس واللغة. تُشفر إشارات البرامج وفقاً لدرجة تقييمها على السطر 21 من الفراغ العمودي في إشارة البث باستخدام بروتوكول إكس دي أس، وهذا يُكشف بواسطة رقاقة في أجهزة استقبال التلفاز. إن كان تصنيف البرنامج خارج المستوى المحدد بأنه مقبول على التلفاز المحدد فلا يُحظر. لا تمنع «رقاقات في» النشرات الإخبارية أو البرامج الرياضية لأن هذا النوع من البرامج ليس له تصنيفات.
تحتوي رقاقة في على كلمة مرور رقمية مكونة من أربعة أرقام لمنع الأطفال الأكبر سناً من تغيير إعداداتها. ومع ذلك فيمكن لأي شخص يقرأ دليل التلفاز معرفة كيفية إعادة تعيين كلمة المرور إلى 0000 (المضمنة في رقاقة في وذلك في حال نسيان الآباء أنفسهم كلمة المرور التي عيّنوها مسبقًا).
يُزعم أن عبارة «رقاقة في» صاغها عضو مجلس نواب ماساتشوستس آنذاك إد ميركر. وفقاً له، فإن "V" «في» تعني «العنف». ومع ذلك، في مقابلة مع تيم كولينجس قال أحد الأشخاص والذي يزعم أنه اخترع الجهاز إن «في» اختصار لـ «التحكم بالمُشاهد». ويعزو أشخاص آخرون في مجال البث الإذاعي تطور نظام رقاقة في إلى جاك فالنتي مدير جمعية الصور المتحركة في أمريكا في ذلك الوقت. وغالباً ما يفترض على سبيل الخطأ أن «في» اختصار لـ «فالنتي».

## التنفيذ
في عام 1993، التقى كيث سبايسر بكبار المسؤولين التنفيذيين الأمريكيين وكشف عن معلومات حول تقنية رقاقة في. كان اختراع توم كولينجس واعداً في مجال صناعة التلفاز، وكلما ازداد انتشارها ازداد عدد الدول التي ستستفيد منها. جرت مناقشات حول تزايد حجم العنف المعروض على شاشة التلفاز وأهمية مراقبة ومنع عروض من هذا النوع. أثار هذا الاهتمام، ولكن لم يتم اتخاذ خطوات للتنفيذ. في عام 1994، قُدّمت هذه التقنية في مؤتمر حول العنف على شاشات التلفاز في فرنسا ثم مرة أخرى في مؤتمر في بلجيكا. حيث أصبح فيه آل جور على علم بمفهوم رقاقة في واستطاع تقديم المشورة لبيل كلينتون ما أدى إلى القرار بالموافقة على قانون الاتصالات السلكية واللا سلكية لعام 1996. وبمجرد اكتساب رقاقة في القدرة على حظر عدة عروض تلفزيونية في نفس الوقت، تزايد الاهتمام بها بشكل كبير.

## القوى المؤدية إلى التطور

### التقنية والعلمية
بعد إلهامه لإحداث تغيير في البرامج العنيفة المتاحة للشباب، طوّر مهندس ولاية أوريغون جون جاكسون رقاقة في. أجرى جاكسون دراسة مستقلة في ولاية أوريغون الجنوبية لتحديد آثار أجهزة التلفاز على العنف.
أجريت في كندا في أوائل التسعينيات دراسات حول التأثيرات المحتملة لأجهزة التلفاز على العنف من قبل لجنة الإذاعة والتلفزيون الكندية ولجنة برلمانية وتراث كندا. خلصت جميع التقارير إلى أن العنف على شاشات التلفاز في كندا كان يمثل مشكلة خطيرة.

### السياسية
كانت إحدى القوى المحركة لتطوير رقاقة في الموافقة على قانون الاتصالات السلكية واللا سلكية لعام 1996 من قبل الرئيس بيل كلينتون. أُعطيت صناعة التلفاز الفرصة لوضع تقييمات لبرامجها. أمر القانون أيضاً بتثبيت رقاقة في فيما لا يقل عن نصف أجهزة التلفاز على الأقل 13«بعد 1 يوليو عام 1996 وأن جميع أجهزة التلفاز بما لا يقل عن 13» بعد 1 يناير عام 2000 يجب أن تحتوي على رقاقة في مثبتة فيها. بالإضافة إلى ذلك، دعمت لجنة الاتصالات الفدرالية القانون وعملت على فرضه.

## قانون الاتصالات السلكية واللا سلكية
كانت رقاقة في بنداً إضافياً في قانون الاتصالات السلكية واللا سلكية الذي أصدره بيل كلينتون عام 1996. وقال عندما وقع على القانون في 8 فبراير 1996: «إن استخدم كل والد لهذه الرقاقة بحكمة من شأنه أن يجعلها صوتاً ضد العنف والحمل وتعاطي المخدرات لدى المراهقين لكلا السببين التعليمي والترفيهي». «نحن نعيد جهاز التحكم عن بعد للآباء الأمريكيين ليتمكنوا من حماية أبنائهم ونقل قيمهم لهم». كانت إضافة رقاقة في إلى قانون الاتصالات السلكية واللا سلكية لعام 1996 مساعدة على جذب المصوّتين الأمريكيين خلال حملة كلينتون-غور الانتخابية.

## الاختراع والحصول على براءة الاختراع

### الاختراع
يقول تيم كولينجز إنه طور تقنية رقاقة في بينما كان أستاذاً للهندسة في جامعة سايمون فريزر في كولومبيا البريطانية. ومع ذلك فلم يحصل على براءة اختراع على التقنية.

### براءة الاختراع
كانت براءة اختراع فكرة حظر البرامج بهذه الطريقة من نصيب بريت ويست وجون بي غاردنر عام 1994، واختبرت في كندا. حصل آخرون على براءات اختراع لأجهزة مشابهة أو مماثلة لرقاقة في: جون أوليفو وقبطان للقوات الجوية باسم كارل ايلام. يدعي كل من كولينجس وأوليفو وإيلام أنهم اخترعوا هذه التقنية.

## النقد

### الاستخدام
في 25 أبريل عام 2007، أصدرت لجنة الاتصالات الفيدرالية تقريراً حول مسألة البرامج التي تعرض العنف على التلفاز وتأثيره على الأطفال. يناقش التقرير الاستخدام القليل لتقنية رقاقة في. يتناول التقرير الدراسات التالية ضمن تحليله:
وفقاً لدراسة أجريت عام 2003 فإن استخدام الأهل القليل لرقاقة في يُفسر جزئياً عدم إدراكهم لماهية الجهاز وللعملية متعددة الخطوات التي ينطوي عليها استخدامه والتي غالباً ما تكون مربكة. فقط 27% من جميع الأهالي الذين تشملهم الدراسة كانوا قادرين على معرفة كيفية برمجة رقاقة في، وكثير من الأهالي الذين ربما استخدموا الرقاقة كانوا محبطين بسبب عدم القدرة على تشغيلها بالشكل الصحيح.